# پادهیدروژن

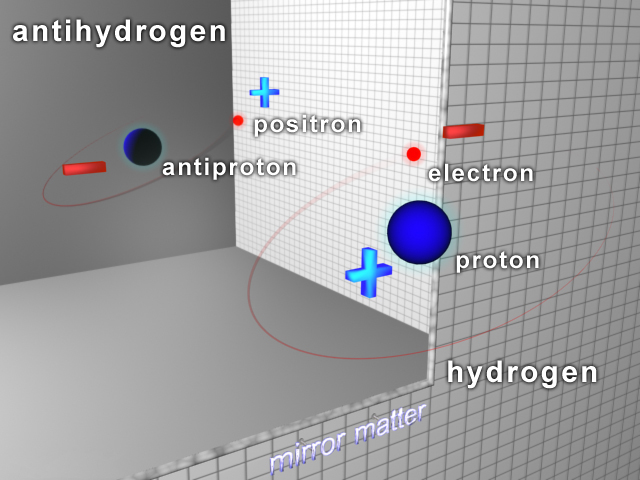
پادهیدروژن شامل پادپروتون و پوزیترون است

پادهیدروژن(به انگلیسی: Antihydrogen) پادماده‌ای است که در مقابل هیدروژن قرار می‌گیرد. از آنجایی که اتم هیدروژن شامل یک پروتون و یک الکترون است. پادهیدروژن شامل پادپروتون و پوزیترون است. در سال ۱۹۹۵ اولین آزمایش‌ها برای تولید آن آغاز شد اما پادهیدروژن به علت داغ بودن بسیار زودتر از آنکه بتوان روی آن آزمایشی انجام داد از بین می‌رفتند.
نماد پاد هیدروژن  H است  و برای سادگی معمولاً گفته می‌شود «اچ-بار».

## تولید
برای اولین بار پادهیدروژن سرد برای مدت یک ششم ثانیه در نوامبر ۲۰۱۰ توسط تیم تحقیقاتی آلفا در سرن تولید شد, و در سال ۲۰۱۱ توانستند پادهیدروژنی را به مدت ۱۵ دقیقه نگه‌دارند. دانشمندان امیدوارند تا با مطالعه روی پادهیدروژن پاسخی بر مسئله عدم تقارن باریون بیابند که چرا ماده از پادماده بیشتر است.

## مشخصات

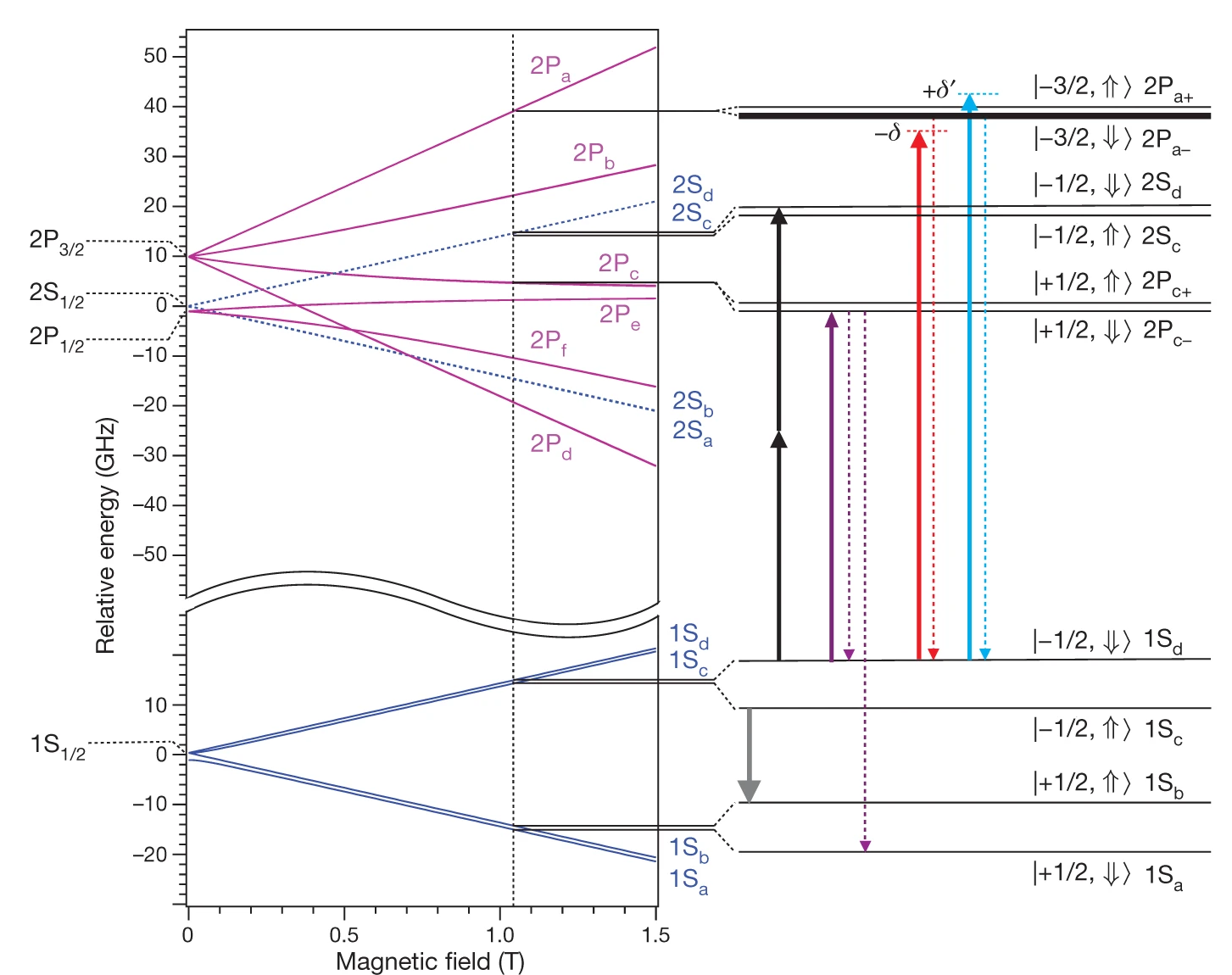
لایه های انرژی یک پادهیدروژن

مشخصات پادهیدروژن باید بسیار مشابه هیدروژن باشد. باید همان جرم، همان میدان مغناطیسی و همان وضعیت‌های کوانتمی را داشته باشد. برای مثال پادهیدروژن برانگیخته باید در همان طول موج طیف اتمی هیدروژن تابش کند و باید جاذبه آن با دیگر پادهیدروژن‌ها بر اساس قانون جاذبه همانند هیدروژن باشد. در صورتی که پادماده دارای جرم گرانشی منفی باشند جاذبه گرانشی همانند هیدروژن نخواهد بود و ممکن است پاسخی بر مسئله باریون باشد.
سرن قادر است در هر دقیقه  ۱۰۷ پادپروتون تولید کند. اگر فرض شود همه پادپروتون‌ها به پادهیدروژن تبدیل شود ۱۰۰ میلیارد سال طول می‌کشد تا ۱ گرم یا ۱ مول پادهیدروژن تولید کند.